# Майстренко, Алексей Сергеевич
Алексе́й Серге́евич Майстре́нко (укр. Олексій Сергійович Майстренко; 6 июля 1976, Лебедин) — украинский военнослужащий, полковник, участник российско-украинской войны. Герой Украины (2022).

## Биография
В 1997 году окончил Харьковское танковое училище. С 2017 года возглавляет 54-ю отдельную механизированную бригаду имени гетмана Ивана Мазепы.
С начала полномасштабного вторжения России в Украину 24 февраля 2022 года принимает активное участие в отражении вооружённой агрессии. Под его руководством бригада успешно освободила населённые пункты Спорное в Донецкой области и Белогоровка в Луганской области.
С сентября по декабрь 2022 года подразделения под его командованием выдержали более 50 штурмовых атак противника, включая применение авиации, артиллерии, танков и спецподразделений. Несмотря на сложную боевую обстановку, личный состав бригады продолжал удерживать оборону и наносить потери врагу.

## Награды
- Звание «Герой Украины» с удостоением ордена «Золотая Звезда» (5 декабря 2022) — за личное мужество и героизм, проявленные в защите государственного суверенитета и территориальной целостности Украины, верность военной присяге[2].
- Орден Богдана Хмельницкого I степени (28 сентября 2022) — за личное мужество и высокий профессионализм, проявленные в защите государственного суверенитета и территориальной целостности Украины, верность военной присяге[3].
- Орден Богдана Хмельницкого II степени (13 апреля 2022) — за личное мужество и высокий профессионализм, проявленные в защите государственного суверенитета и территориальной целостности Украины, верность военной присяге[4].
- Орден Богдана Хмельницкого III степени (11 октября 2018) — за личное мужество и высокий профессионализм, проявленные в защите государственного суверенитета и территориальной целостности Украины, верность военной присяге[5].
- Орден «За мужество» III степени (8 марта 2022, посмертно) — за личное мужество и самоотверженные действия, проявленные в защите государственного суверенитета и территориальной целостности Украины, верность военной присяге[6].
- Крест боевых заслуг (8 декабря 2023) — за личное мужество, проявленное в защите государственного суверенитета и территориальной целостности Украины, самоотверженное исполнение воинского долга[7].